# Wall Valley
Das Wall Valley ist ein hoch gelegenes Tal im ostantarktischen Viktorialand. In der Olympus Range liegt es östlich des Priscu Valley. Am Kopfende verläuft zwischen dem Apollo Peak und Mount Electra der Minotaur Pass. Nach Norden öffnet sich das Tal zum McKelvey Valley.
Das Advisory Committee on Antarctic Names benannte es 2004 nach der Bodenbiologin Diana Wall (1943–2024) von der Colorado State University, die zwischen 1989 und 2002 in 13 Feldforschungskampagnen in den Antarktischen Trockentälern tätig war.